# Lophops vershurensis
Lophops vershurensis är en insektsart som beskrevs av Synave 1962. Lophops vershurensis ingår i släktet Lophops och familjen Lophopidae. Inga underarter finns listade i Catalogue of Life.